# Basil Wilson Duke
Basil Wilson Duke (Georgetown, Scott megye (Kentucky), 1838. május 28. – New York, 1916. szeptember 16.) a Konföderációs hadsereg dandártábornoka volt az amerikai polgárháború idején.

## Élete
Apja Nathaniel W. Duke tengerésztiszt, édesanyja Mary Pickett Currie. Nyolc éves volt, amikor anyja, 11 éves, amikor apja meghalt.
Iskolai évei után jogi egyetemre járt, majd 1858-ban a diploma megszerzése után a Missouri állambeli St. Louis-ban ügyvédi gyakorlatot folytatott.
A polgárháború kitörésekor visszatért Kentuckyba, és bevonult hadnagyaként sógora, John Hunt Morgan dandártábornokhoz. 1864-ben, Morgan halála után dandártábornokká léptették elő, és átvette elhunyt rokona lovasságának irányítását. 1865 áprilisában és májusában kísérte Jefferson Davis elnököt és a konföderációs kormányt az uniós csapatok elől való menekülésük során.
A háború befejezése után Duke a Kentucky állambeli Louisville-ben telepedett le, ügyvédként és tanácsadóként dolgozott a Louisville-i és Nashville-i vasútnál. 1880-tól kiadta a Southern Bivouac veterán folyóiratot, és két bestsellert írt.

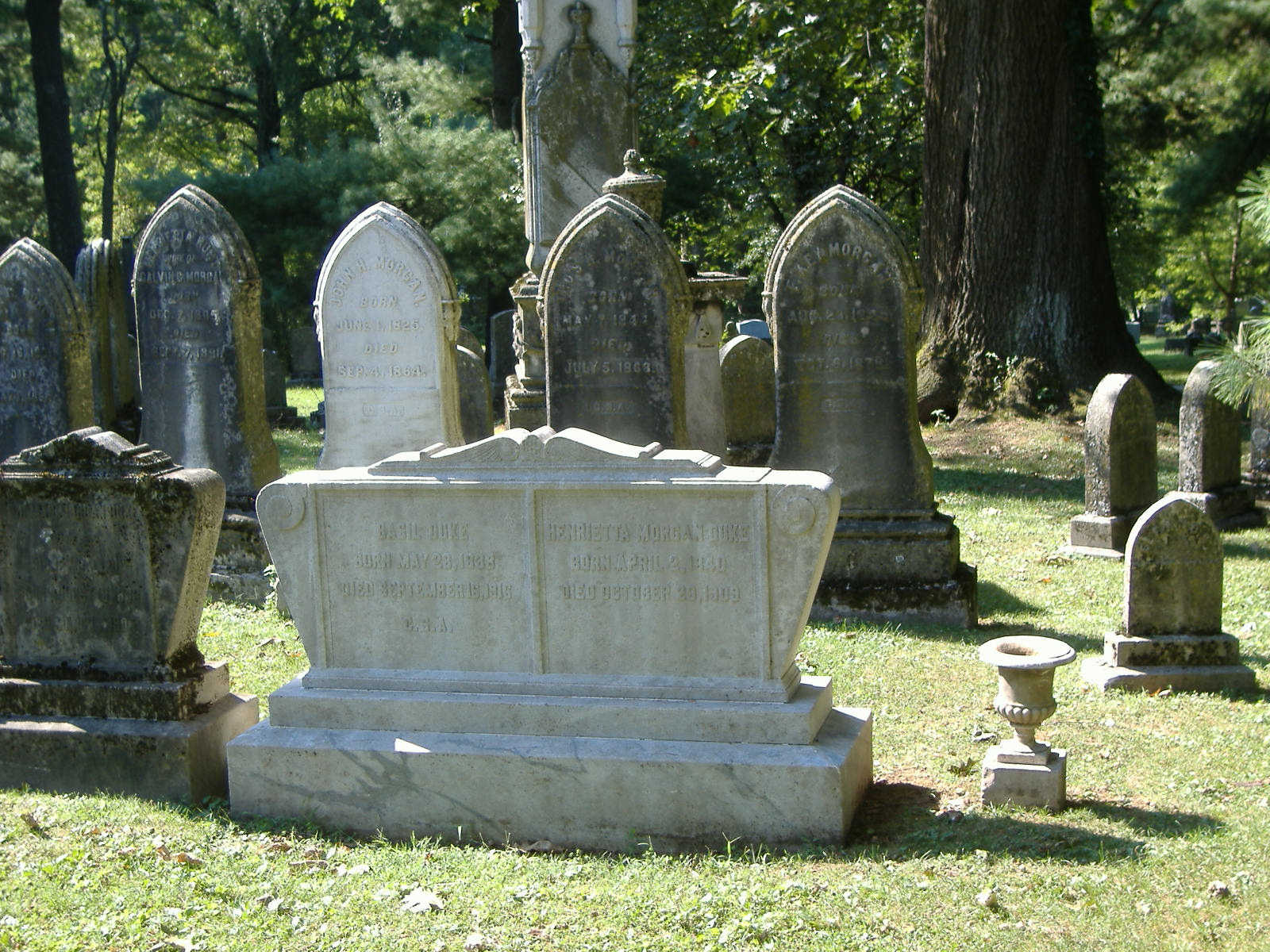
Basil W. Duke sírja Lexingtonban

## Művei
- History of Morgan's Cavalry (Morgan lovasságának története, 1867)
- Reminiscences of General Basil W. Duke (Basil W. Duke tábornok polgárháborús emlékei, 1911)

## Fordítás
- Ez a szócikk részben vagy egészben  a   Basil Wilson Duke című német Wikipédia-szócikk ezen változatának fordításán alapul.  Az eredeti cikk szerkesztőit annak laptörténete sorolja fel. Ez a jelzés csupán a megfogalmazás eredetét és a szerzői jogokat jelzi, nem szolgál a cikkben szereplő információk forrásmegjelöléseként.